# Henry’s House
Henry’s House — компьютерная игра в жанре платформер, разработанная компанией English Software в октябре 1984 года для Commodore 64. Версия для 8-битных компьютеров Atari была издана компанией Mastertronic в 1987 году. Автором игры является Крис Пол Мюррей. Игра предназначена для одного игрока и управляется с помощью джойстика.

## Сюжет и игровой процесс
Игра сочетает в себе элементы пародии на британскую монархию и популярный в то время жанр «лестницы и платформы». Согласно сюжету, главный герой, маленький принц Генри, случайно уменьшается, выпив зелье в лаборатории своего отца-короля. Цель Генри — выбраться из платяного шкафа и вернуться к нормальному размеру.
Игра состоит из восьми уровней (экранов), где игрок должен избегать опасностей и собирать предметы. Его целью является ключ, необходимый для перехода в следующую комнату. Ключ появляется только после того, как собран специальный предмет на каждом уровне. Предметы, необходимые для прохождения, расположены в труднодоступных местах, требуя от игрока стратегического подхода. Каждый уровень содержит уникальные препятствия и интерактивные элементы.
Игрок управляет движением Генри влево и вправо, а также вверх и вниз по лестницам с помощью джойстика. Кнопка «Fire» отвечает за прыжок, направление которого задаётся движением джойстика. Игра начинается в шкафу для одежды и включает комнаты: прихожую, ванную, кухню, гостиную, игровую, детскую, столовую и подземелье. При потере всех жизней игрок начинает с последнего пройденного экрана, однако при желании можно вернуться к началу игры.

## Разработка
Автором Henry’s House является Крис Пол Мюррей. Изначально игра носила название Home Sweet Home, однако издатель English Software изменил его, решив воспользоваться популярностью недавно родившегося принца Гарри, сына принца Чарльза и принцессы Дианы. Заглавное изображение игры первоначально создавалось для названия Home Sweet Home и позднее было адаптировано под Henry’s House.
Издатель отправил экземпляр игры вместе с компьютером Commodore 64 принцу Чарльзу и принцессе Диане, после чего получил ответное письмо из Букингемского дворца.
Стоимость игры для Commodore 64 составляла £5,95 или £8,95, при этом автору полагались отчисления в размере £1 с каждой проданной копии. Позднее вышедшая версия для Atari от издательства Mastertronic продавалась по цене £1,99, а автор получал всего £0,10 за копию. Однако благодаря более высоким объёмам продаж этой версии автор заработал на ней больше, чем на версии для Commodore 64. Первоначально автор получил аванс в размере £1500 за версию для Atari, что означало отсутствие дальнейших выплат до продажи первых 15 000 копий. Продажи приносили автору доход £500-£1000 в месяц более года. Крис Пол Мюррей рассказывал, что занимался «продвижением» игры в магазинах, переставляя копии на более выгодные места.

## Восприятие
Игра получила положительные отзывы в игровой прессе.
Журнал Computer and Video Games высоко оценил игру, отметив хорошую графику для Commodore 64 и поставив оценки: графика — 10/10, звук — 8/10, ценность — 9/10 и играбельность — 8/10, общая оценка составила 35/40.
Журнал Commodore Horizons отметил мультяшный стиль графики и качественную анимацию персонажей и препятствий. Рецензент отметил адекватные звуковые эффекты и короткую заставку, показывающую перемещение Генри между комнатами. Игровой процесс был назван увлекательным и типичным для платформеров. Однако журнал отметил недостаток оригинальности. Оценки журнала: графика — 7 звёзд, звук — 4 звезды, игровой процесс — 6 звёзд.
Журнал Personal Computer News похвалил игру за высокое качество графики и анимации, хорошие звуковые эффекты и разнообразие испытаний. Рецензент Боб Чаппелл поставил игре оценку 9/10.